# Dalberg-Wendelstorf
Dalberg-Wendelstorf település Németországban, Mecklenburg-Elő-Pomeránia tartományban. Lakosainak száma 570 fő (2023. december 31.).

## Népesség
A település népességének változása:
| Lakosok száma | 529  | 521  | 526  | 543  | 556  | 570  |
|               | 2014 | 2017 | 2019 | 2021 | 2022 | 2023 |